# Distrito Central (condado de Abadã)
O distrito Central do condado de Abadã é um distrito no condado de Abadã, da província de Cuzistão, Irã. No censo de 2006, sua população era de 250 116 habitantes, em 53 940 famílias. O distrito tem uma cidade chamada Abadã e possui três distritos rurais: Bahmanshir-e Jonubi, Bahmanshir-e Shomali e Shalahi.